# Зав'ялов Андрій Олександрович
Андрі́й Олекса́ндрович Зав'я́лов (нар. 2 січня 1971, Біла Церква, Київська область, УРСР) — український футболіст та тренер, півзахисник.

## Клубна кар'єра
Вихованець футбольної школи київського «Динамо» (тренер В. Г. Хмельницький), виступав за дубль команди в 1989—1990 роках.
У 1990 році дебютував у Другій радянській лізі у складі «Динамо» з Білої Церкви. У 1992 році повернувся в київське «Динамо», багато грав за дубль, а за основний склад зіграв лише 14 матчів і забив 3 м'ячі. У 1995 році ненадовго відлучався у вінницьку «Ниву» та російський КАМАЗ, а після завершення сезону 1995/96 остаточно покинув «Динамо».
Надалі Андрій Зав'ялов змінив кілька команд в українській Прем'єр-лізі: один сезон він відіграв за «Прикарпаття», чотири за донецький «Металург» і по половині сезону за «Поліграфтехніку» та «Кривбас». Загалом Зав'ялов зіграв в українській Прем'єр-лізі 150 матчів і забив 20 м'ячів.
Сезон 2002/03 Андрій Зав'ялов провів в Ізраїлі, у клубі «Хапоель Іроні» з Рішон-ле-Ціону.
У 2004 році він знову поїхав за кордон, цього разу у Казахстан, де за 2 роки змінив два клуби. Свої останні сезони в професіональному футболі Зав'ялов провів у київському ЦСКА в Першій лізі.

## Міжнародна кар'єра
У 1998 році український тренер Віктор Пожечевський, який очолював тоді збірну Туркменістану, залучив до команди кількох гравців з України для виступу на Азійських іграх. У числі цих гравців був і Андрій Зав'ялов.

## Тренерська кар'єра
Ще будучи гравцем, Андрій Зав'ялов працював у тренерському штабі київського ЦСКА. Після завершення кар'єри гравця став одним із тренерів ФК «Полтава». У 2012 році дублювальний склад клубу був заявлений до Другої ліги й Зав'ялов став його головним тренером.

## Досягнення
- Вища ліга чемпіонату України
  -  Чемпіон (2): 1992/93, 1993/94

- Кубок України
  -  Володар (1): 1992/93